# Praděd (postava)

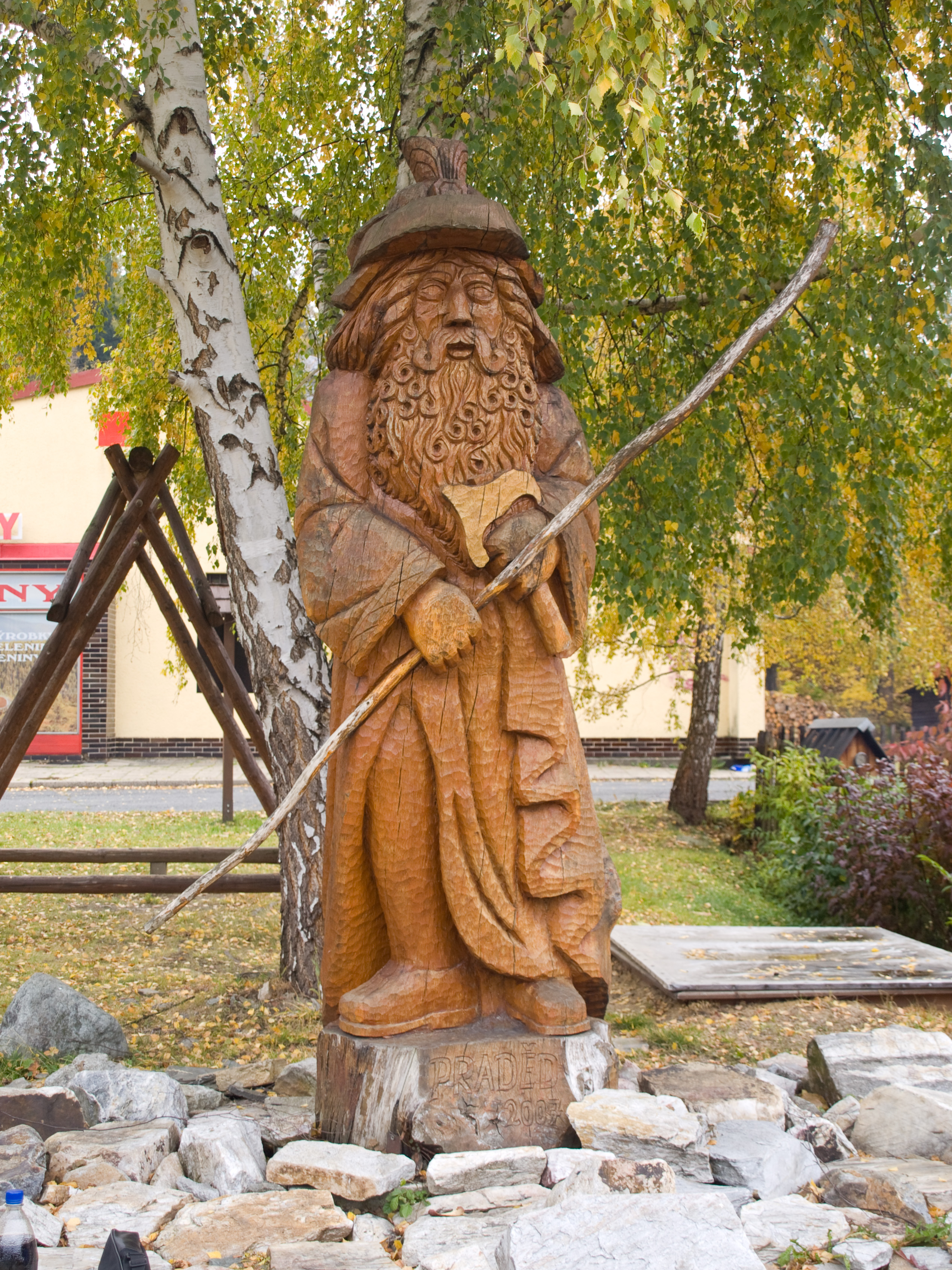
Socha Praděda v Malé Morávce

Praděd (německy Altvater) je mytický horský duch, vládce a strážce Jeseníků. Je po něm pojmenovaná nejvyšší hora Hrubého Jeseníku, Moravy a českého Slezska Praděd a bylinné likéry Altvater a Praděd.
Název hory Altvater, česky Praděd, která je podle legend sídlem horského ducha, je poprvé zaznamenán v 19. století, předtím se pro ni používala řada jiných názvů.

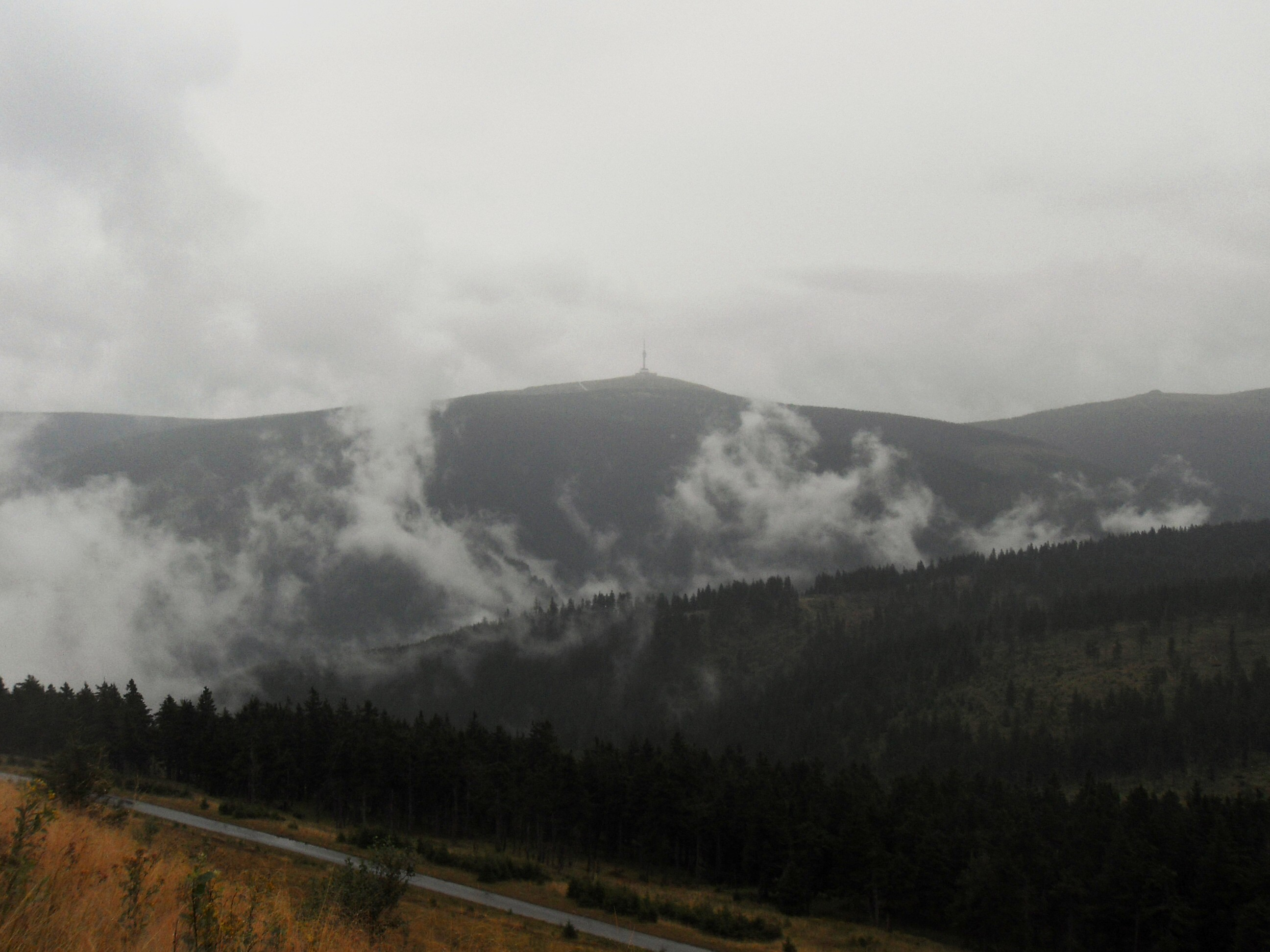
Hora Praděd, Pradědovo sídlo

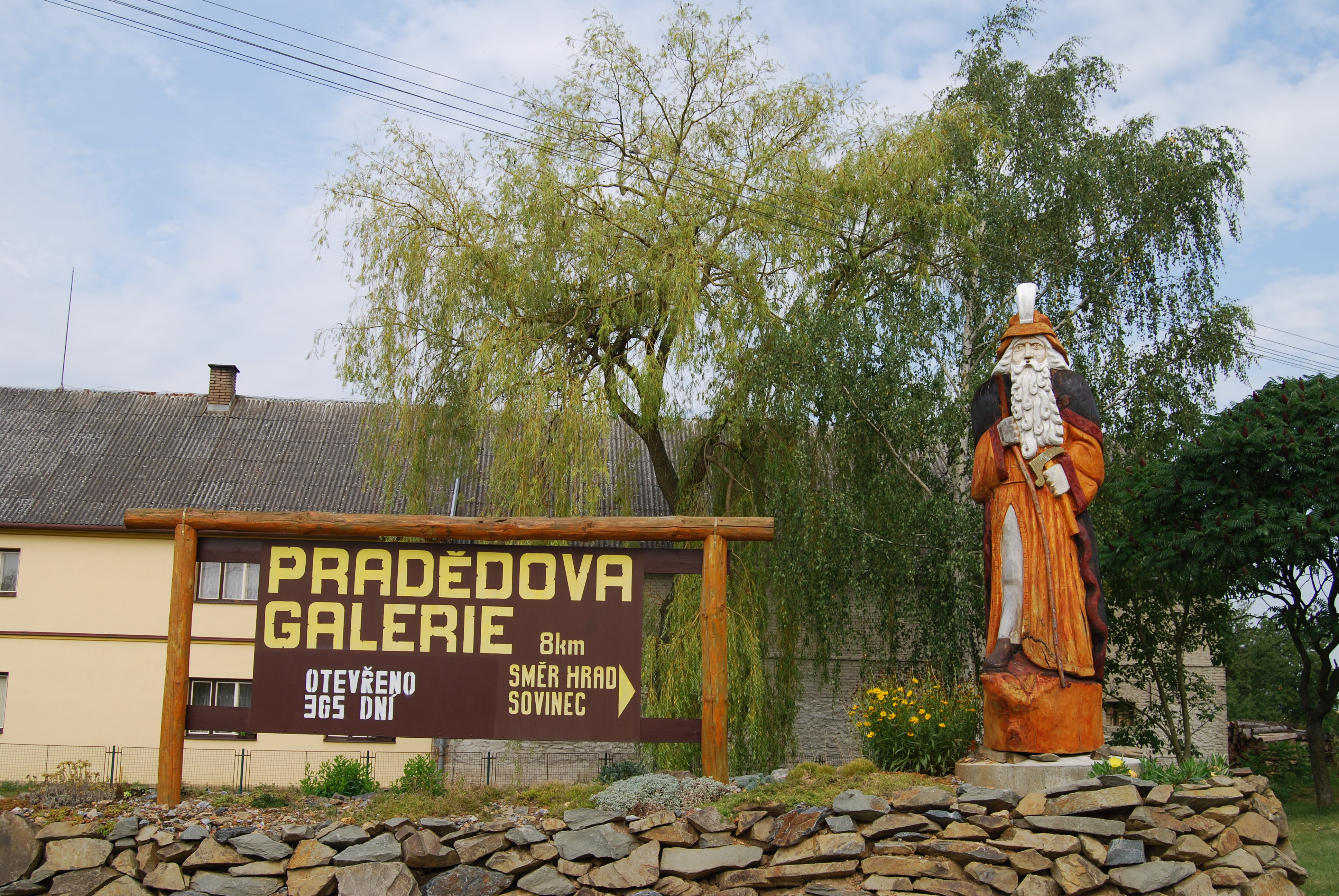
Socha Praděda v Pasece a poutač Pradědovy galerie

Praděd je nejčastěji zobrazován jako stařec s dlouhým bílým vousem, ale zjevuje se i v jiných podobách, například jako lesník nebo pasáček. Podle legend je spravedlivý, oceňuje dobrotu a má spadeno na zlé lidi, kterým ukazuje svou nevlídnou tvář. Legenda vypráví například o tom, jak Praděd potrestal ovčáka, chlapce Konráda, kterého pozval do podzemní síně plné pokladů. Nakonec byl chlapec rád, když vyvázl holým životem, a vůbec už nelitoval, že přišel o všechny dukáty, z chamtivosti a závistivosti byl vyléčen.
Podle místní legendy je Praděd jeden z prapředků místních horalů, který neodešel na věčnost, ale zůstal na světě, aby chránil své potomstvo. Podle legend neměl žádné nadpřirozené schopnosti a do povědomí lidí se dostal tím, že pomáhal chudým, protože zbohatl a neměl žádné příbuzné.

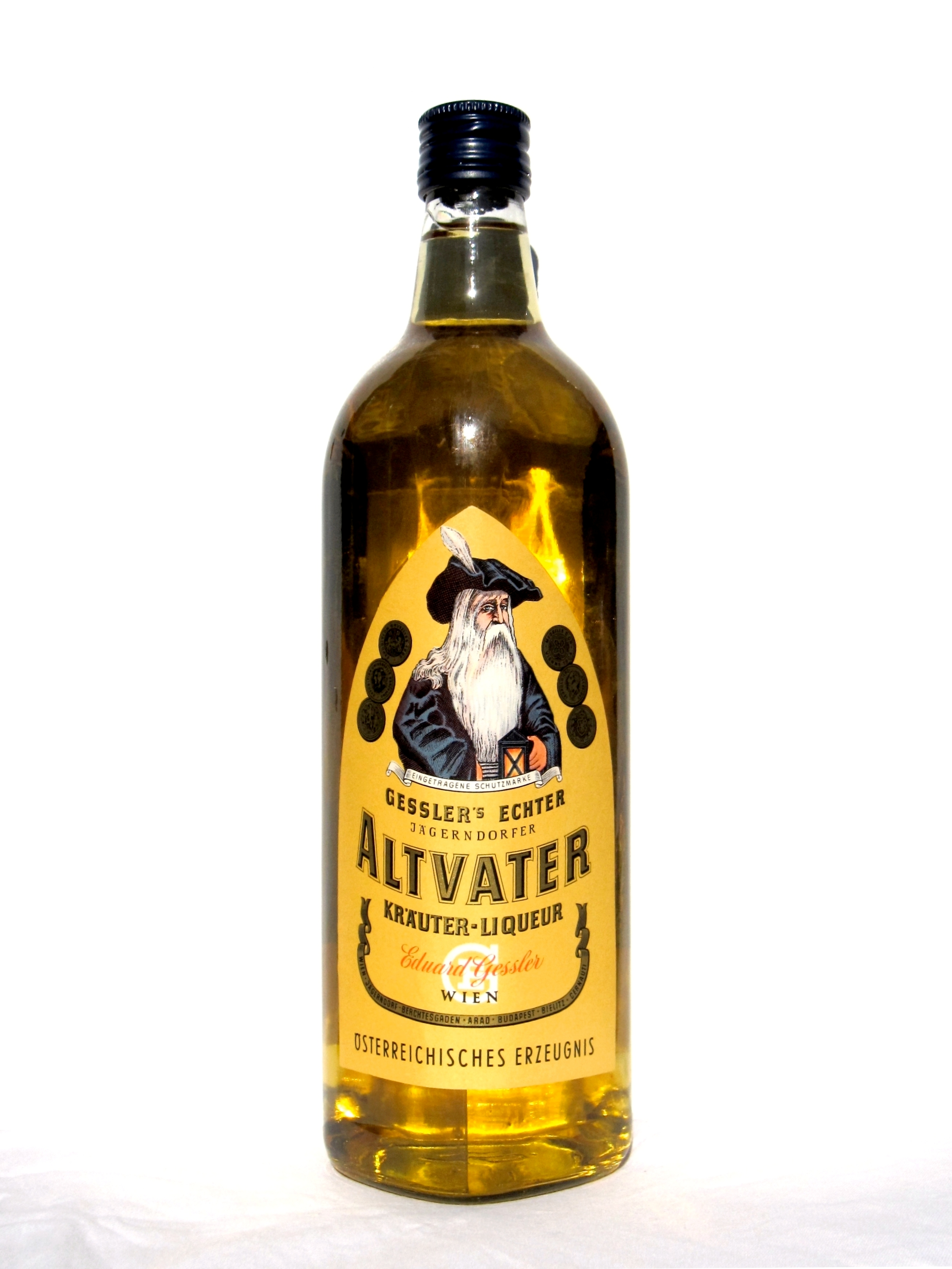
Rakouský Gesslerův likér Altvater

Jiříkovský řezbář Jiří Halouzka vytvořil desetimetrovou sochu Praděda, která je dominantou jeho Pradědovy galerie v Jiříkově. Kolem roku 2012 ohlásil záměr rozmístit na čtyři frekventovaná místa Jeseníků dubové Pradědovy sochy o výšce 2,3 metru. Životnost impregnovaných soch odhaduje až na 200 let. První měla být umístěna v Karlově Studánce, druhá u chaty Alfrédka u Nové Vsi, třetí v sedle Skřítku, pro čtvrtou místo ještě nebylo vybrané. Řezbář vycházel z asi sto let starého obrázku, který visíval v původní kamenné rozhledně na vrcholu hory Praděd.